# Lithacodia preapicilinea
Lithacodia preapicilinea är en fjärilsart som beskrevs av Emilio Berio 1964. Lithacodia preapicilinea ingår i släktet Lithacodia och familjen nattflyn. Inga underarter finns listade i Catalogue of Life.